# Yannis Grammaticopoulos
 (juin 2020).
 (décembre 2009).
Améliorez-le ou discutez des points à vérifier. 
Yannis Grammaticopoulos (Athènes, 1928) est un peintre-cosmographe (père de la 'Cosmographiki'), aquarelliste, dessinateur, cosmopoète, philosophe-esthéticien et écrivain grec, actif en France et en Belgique.

## Production
Pour marquer sa peinture post-abstraite alignée sur le rythme cosmique de la 'coexistence des contraires', l'artiste l'a baptisée, dans les années 1970, 'Cosmographiki coexistentielle', tout en inventant et utilisant, ensuite, dans ses écrits esthétiques (publiés ou inédits), une série de mots ou d'expressions dérivés comme: cosmographies, cosmogrammes, cosmographe, cosmitisation des consciences, révolution cosmique, dialectique coexistentielle plastique, etc.
Opérant, de préférence, dans le triangle Athènes-Paris-Bruxelles, il a présenté ses œuvres dans 36 expositions personnelles (jusqu'en 2009)- depuis 1970, les catalogues de ses expositions portent des textes de l'artiste, marqués par l’'Antimanifeste' de 1976- et dans de nombreuses expositions de groupe, accrochage – présentation de durée, foires et salons internationaux.